# Matériau ténébrescent

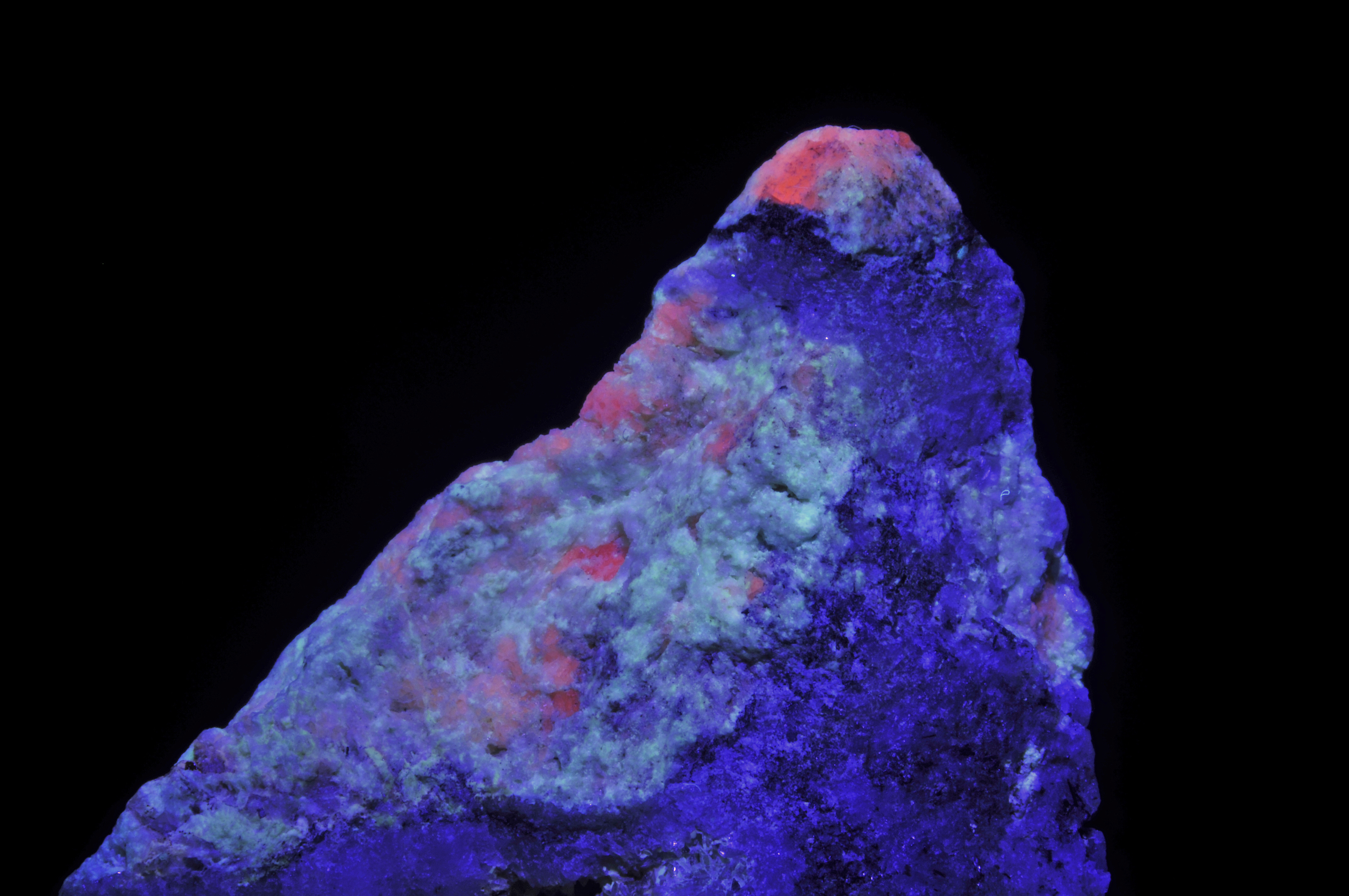
Tugtupite colorée par une lumière UV.

Un matériau ténébrescent est un matériau qui change de couleur sous l'effet d'un rayonnement lumineux riche en ultraviolets. Cette teinte s'estompe après l'exposition, qui peut durer de quelques minutes à quelques jours. Ce terme, issu de l'anglais, est peu courant en français. On utilise plus fréquemment l'expression photochromisme.
Le premier matériau ténébrescent a été découvert en 1896 au Groenland. Il s’agissait d’une variété rose de sodalite nommée hackmanite en l'honneur du géologue Victor Axel Hackman. Cette couleur rose disparaît et devient incolore lorsque la hackmanite est  exposée à la lumière, mais elle retrouve sa teinte d'origine après un temps d'obscurité ou une exposition à la lumière UV. Ce phénomène photochrome, rare dans la nature, est utilisé dans diverses applications comme le textile, l’optique ou la cosmétique.

## Exemples de matériaux
Plusieurs minéraux présentent le phénomène de ténébrescence, notamment la scapolite, la hackmanite et la fluorite.
La scapolite: Les gemmes du groupe des scapolites présentent toujours une composition intermédiaire, entre la marialite (Na₄Al₃Si₉O₂₄Cl) et la méionite (Ca₄Al₆Si₆O₂₄CO₃).Ces deux composés cristallisent dans le groupe d’espace I4/m. La scapolite est incolore à l’état stable mais devient bleu profond sous l’irradiation UV. La coloration bleue disparaît lorsque la pierre est exposée à la lumière visible.

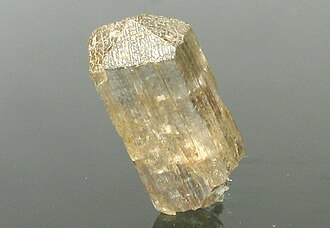
Figure 1: Photo d’une scapolite à l’état stable

La hackmanite (Na₈Al₆Si₆O₂₄(Cl,S)₂) est une variété photochromique de la sodalite (Na₈Al₆Si₆O₂₄Cl₂). Tout comme les sodalites, le phénomène de ténébrescence est responsable de l’apparition de la couleur violette, par l'absorption de la lumière verte. La teinte peut ensuite disparaître complètement, soit sous l’effet de la chaleur, soit sous une lumière visible intense, ramenant ainsi la pierre à son état initial incolore. Les travaux de M. Weller et M. Lastusaari ont montré que la hackmanite peut être synthétisée en laboratoire,  la composition du minéral peut être changée ce qui induit des modifications de couleur de la forme colorée. La tugtupite (Na4AlBeSi4O12Cl) est un minéral rare de la famille des tectosilicates, souvent associé à la sodalite et trouvé principalement au Groenland. La tugtupite présente une absorption dans la plage de longueurs d'onde comprises entre 490 et 535 nm. Elle est connue pour sa fluorescence intense sous la lumière UV et sa capacité à changer de couleur passant du rose au rouge vif, en suivant le mécanisme de la ténébrescence.

## Mécanisme
Le phénomène de ténébrescence se fait en plusieurs étapes et s'accompagne d’un réarrangement intrinsèque de la structure cristalline du matériau. Ces étapes sont : l’activation , l’absorption  et la désactivation. Ce  mécanisme est ici détaillé pour  la sodalite et la marialite.

### Mécanisme associée à la sodalite

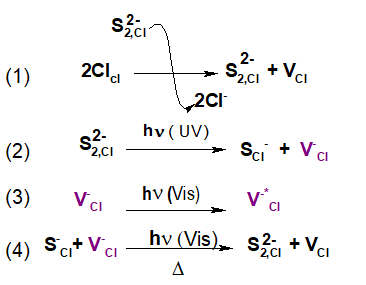
Figure 4: Mécanisme de la ténébrescence au sein des sodalites.

Lors de la formation de la sodalite dans un environnement riche en anions disulfure, les impuretés de soufre présentes dans la composition du minéral sont essentielles à l'observation du photochromisme. Ce phénomène entraîne le remplacement d'un anion chlorure au sein de la cage β par un anion S22- (voir la figure 1 et équation 1).
Activation

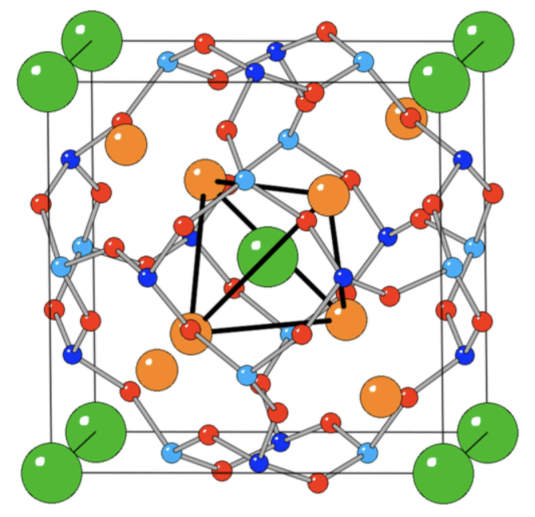
Figure 5 : Structure de la sodalite. Les couleurs bleu, cyan, orange, rouge et vert correspondent respectivement aux atomes de Si, Al, Na, O et Cl. Le tétraèdre des atomes de Na est mis en évidence par des bords noirs et représente la cage β. Réimprimé avec la permission de {Inorg. Chem. 2017, 56, 1, 414–423}, Copyright {2017} American Chemical Society

Un transfert d’électron de l’anion disulfure  S22-vers une lacune de chlorure VCl- au contact de lumière UV conduit à la capture d’un électron (voir équation 2). Les rayonnements UV vont induire une excitation des ions, qui vont se désexciter pour perdre un électron. Cela entraîne la création de lacune dans laquelle l’électron se retrouve piégé.
Absorption
Cet électron, appelé centre F (vient de l’allemand Farbe, qui signifie « couleur ») ou centre coloré est piégé dans une boite cristalline tétraédrique faite d’atomes de sodium. Cela lui confère un niveau d'énergie quantifié et lui permet ainsi d’absorber dans le domaine du visible (voir équation 3). Cette absorption est responsable du changement de couleur du matériau,.
Désactivation
Sous l’influence de la lumière blanche ou par chauffage, l’électron piégé retourne réversiblement sur l'ion soufre, et le matériau perd sa couleur (voir équation 4).
La structure cristalline est dans un état intermédiaire suffisamment stable pour que le changement de couleur soit observé pendant quelques heures.

### Mécanisme associée à la marialite
La ténébrescence dans la marialite (groupes des scapolites) est similaire à celle dans la sodalite,. Cela implique un transfert de charge photo-induit réversible. Ce processus se déroule entre une impureté soufrée et une lacune d'ion chlorure VCl- de la structure cristalline du minéral. L’irradiation lumineuse  provoque le transfert de l’électron vers la lacune, formant un centre F et une espèce soufrée  oxydée.
Activation

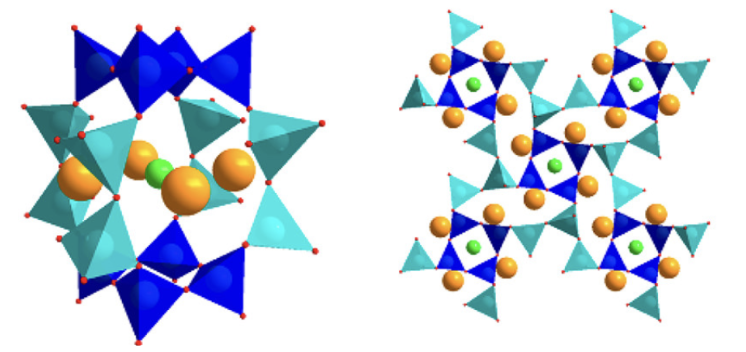
Figure 6: Structure détaillée de la marialite, remplissage des cavités par des cations alcalins ou alcalino-terreux (orange) et des anions chlore ou carbonate (vert).

L'étape d’activation dans la marialite nécessite une exposition à un rayonnement ultraviolet (UV) de courte longueur d'onde.
Absorption
Une fois que l'électron est piégé dans la lacune de chlore, ce défaut possède des niveaux d'énergie quantifiés lui permettant d'absorber dans le visible. Dans le cas de la marialite, cette absorption se produit principalement dans la région du spectre correspondant à la couleur complémentaire du bleu, une large bande centrée autour de 600 nm apparaît.
Désactivation
La désexcitation peut se produire de deux façons : soit spontanément dans l'obscurité sur plusieurs jours, soit sous l'effet d'une exposition à la lumière blanche ou à des longueurs d'onde spécifiques (environ 610 nm), en l'espace de quelques secondes à quelques minutes.
Influence de la structure
La structure cristalline joue un rôle crucial dans les propriétés photochromiques. En effet, la forme excitée de la marialite est moins stable que celle de la sodalite, ce qui peut s’expliquer par plusieurs facteurs. Tout d'abord, la marialite possède une cage β de forme ellipsoïdale et aplatie, tandis que la sodalite présente une cage β octaédrique. De plus, l’anion chlorure dans la marialite est localisé au centre d’un carré formé par quatre cations sodium, contrairement à la sodalite où il se trouve au centre d’un tétraèdre de sodium. Ces différences structurelles influencent la stabilité des états excités et expliquent la variation de couleur observée après irradiation, celle-ci étant attribuée aux différences de géométrie autour de la lacune de chlore.

### Réactions impliquant des ions métalliques
Ce type de réaction induit un photochromisme notamment par les réactions suivantes :
La formation d'agrégats métalliques: dans les cristaux d’halogénures d’argent, la formation de petits agrégats d’argent métallique sous l'effet d’une irradiation lumineuse excite les électrons. Ces agrégats absorbent dans le visible  provoquant un assombrissement. Le processus est réversible en présence de cuivre qui aide à la réoxydation de l’argent.
Les Oxydes de Métaux de Transitions (OMT),: WO3, VO2,TiO dopé,  le photochromisme est induit par des réactions d’oxydo-réduction pouvant mener à un transfert de charge ou la formation de centres F. Les deux peuvent coexister comme dans l’exemple de TiO dopé au vanadium. L'irradiation produit des paires électron-trou et l’ion vanadium  agit comme piège à électrons en se réduisant (V5++e−→V4+.). Un changement de couleur est observé:  de coloration incolore à une coloration brunâtre-violette. La couleur n’est pas due à un électron piégé dans une lacune, mais à un électron piégé par l’ion vanadium réduit.

## Applications

### Indicateurs d’UV solaires et textiles intelligents
La coloration de la hackmanite est proportionnelle à la dose de rayonnement UV reçue. Cela en fait un matériau de choix pour concevoir des capteurs ou des détecteurs UV.
Les textiles intelligents: Des travaux ont montré que l’on peut intégrer des particules de hackmanite dans les fibres de cellulose pour créer des fils et tissus photochromiques. Il est également possible d’appliquer la poudre de hackmanite sous forme de revêtement sur les textiles. Ainsi, les vêtements ou accessoires changent de couleur en présence de rayons UV, ce qui permet de visualiser et de mieux gérer l’exposition solaire.
Les applications mobiles: Un système a été développé pour analyser, via une application Android, l’intensité de la couleur de la hackmanite et en déduire l’indice UV. Cette méthode simplifie considérablement le suivi de l’exposition au soleil.

### Détection multi-bandes (UVA et UVC)
En modifiant la composition de la sodalite (Li,Na,K,Rb,Cs)8[(Si,Ge)6(Al,Ga)6O24](Cl,Br,I,S,Se)2 notamment en introduisant divers alcalins comme K ou Rb, ou en ajustant la teneur en éléments tels que le Se ou le Te, il est possible d'ajuster la longueur d'onde d’activation. Ainsi, un mélange de sodalites aux compositions légèrement différentes permet de détecter et quantifier simultanément les UVA et UVC. Cela se traduit par une gradation de couleur exploitable pour la conception de capteurs multifonctionnels.
Par ailleurs, certains dérivés spécifiques de la sodalite (Na,Ca)8[Al6Si6O24](Cl,S)2, notamment de couleur jaune, se décolorent progressivement sous une lumière bleue intense. Après une exposition aux UV, le matériau acquiert une teinte colorée, qui s'atténue progressivement sous l'effet de la lumière bleue. Cette propriété peut être utilisée pour évaluer l’intensité du bleu émis par des écrans LCD à rétroéclairage LED (WLED), permettant ainsi de limiter les risques de fatigue oculaire.

### Imagerie aux rayons X et cartographie de dose rayons
Les sodalites se colorent non seulement sous l’effet des rayons ultraviolets, mais aussi sous celui des rayonnements ionisants, tels que les rayons X, α, β ou γ. L’intensité de la couleur formée est en général proportionnelle à la dose reçue.
Une caractéristique notable est la possibilité d’obtenir une mémoire d’exposition γ: l’irradiation γ peut, dans certains cas, entraîner une modification définitive de la structure des centres colorés, sans toutefois altérer la capacité du matériau à se colorer. Autrement dit, même après plusieurs cycles de coloration et de blanchiment, la hackmanite conserve une «trace» de son exposition passée, ce qui permet de savoir si et quand elle a déjà été soumise à une irradiation gamma.
Il est possible de réaliser de l’imagerie aux rayons X grâce à ces matériaux : une poudre de hackmanite peut être déposée sur un support (film plastique, verre, etc.) via une technique de «tape casting[Quoi ?]». L’irradiation X colore alors la surface, créant une image proportionnelle à la dose reçue. Bien que des améliorations soient encore nécessaires pour augmenter la sensibilité du signal, ce procédé, de par sa simplicité de mise en œuvre et son faible coût, peut déjà servir pour des contrôles non destructifs ou pour cartographier l’intensité de l’irradiation X sur une zone donnée.